# العلاقات اليابانية الهايتية
العلاقات اليابانية الهايتية هي العلاقات الثنائية التي تجمع بين اليابان وهايتي.

## مقارنة بين البلدين
هذه مقارنة عامة ومرجعية للدولتين:
| وجه المقارنة                                              | اليابان         | هايتي                                |
| --------------------------------------------------------- | --------------- | ------------------------------------ |
| المساحة (كم2)                                             | 377.97 ألف      | 27.75 ألف                            |
| عدد السكان (نسمة)                                         | 126.79 مليون    | 10.98 مليون                          |
| الكثافة السكانية (ن./كم²)                                 | 335.45          | 395.68                               |
| العاصمة                                                   | طوكيو           | بورت أو برانس                        |
| اللغة الرسمية                                             | اللغة اليابانية | لغة فرنسية، اللغة الكريولية الهايتية |
| العملة                                                    | ين ياباني       | جوردة هايتية                         |
| الناتج المحلي الإجمالي (بليون دولار)                      | 4.87 تريليون    | 8.41 مليار                           |
| الناتج المحلي الإجمالي (تعادل القوة الشرائية) بليون دولار | 5.18 تريليون    | 18.82 مليار                          |
| الناتج المحلي الإجمالي الاسمي للفرد دولار أمريكي          | 34.52 ألف       | 818                                  |
| الناتج المحلي الإجمالي للفرد دولار أمريكي                 | 36.62 ألف       | 1.73 ألف                             |
| مؤشر التنمية البشرية                                      | 0.903           | 0.483                                |
| رمز المكالمات الدولي                                      | +81             | +509                                 |
| رمز الإنترنت                                              | .jp             | .ht                                  |
| المنطقة الزمنية                                           | توقيت اليابان   | 00                                   |

## منظمات دولية مشتركة
يشترك البلدان في عضوية مجموعة من المنظمات الدولية، منها:
| علم المنظمة | اسم المنظمة                               | تاريخ انضمام اليابان | تاريخ انضمام هايتي |
| ----------- | ----------------------------------------- | -------------------- | ------------------ |
|             | يونسكو                                    | 2 يوليو 1951         | 18 نوفمبر 1946     |
|             | مؤسسة التمويل الدولية                     | 20 يوليو 1956        | 20 يوليو 1956      |
|             | المركز الدولي لتسوية المنازعات الاستشارية | 16 سبتمبر 1967       | 26 نوفمبر 2009     |
|             | منظمة حظر الأسلحة الكيميائية              | ?                    | ?                  |
|             | مؤسسة التنمية الدولية                     | 27 ديسمبر 1960       | 13 يونيو 1961      |
|             | منظمة التجارة العالمية                    | ?                    | ?                  |
|             | وكالة ضمان الاستثمار متعدد الأطراف        | 12 أبريل 1988        | 11 ديسمبر 1996     |
|             | الاتحاد البريدي العالمي                   | ?                    | ?                  |
|             | الاتحاد الدولي للاتصالات                  | 29 يناير 1879        | 10 أكتوبر 1927     |
|             | منظمة الشرطة الجنائية الدولية             | ?                    | ?                  |
|             | الأمم المتحدة                             | 18 ديسمبر 1956       | 24 أكتوبر 1945     |
|             | البنك الدولي للإنشاء والتعمير             | 13 أغسطس 1952        | 8 سبتمبر 1953      |

## أعلام
هذه قائمة لبعض الشخصيات التي تربطها علاقات بالبلدين:
- زخاري هيرفايوكس (لاعب كرة قدم هايتي، 1 فبراير 1996 – )
- نعومي أوساكا (لاعبة كرة مضرب يابانية، 16 أكتوبر 1997 – )

## وصلات خارجية
- موقع وزارة الخارجية اليابانية
- موقع وزارة الخارجية الهايتية